# Bontnewydd
Bontnewydd est un village et une communauté du Gwynedd, au pays de Galles.

## Géographie
Bontnewydd est situé dans le nord-ouest du Gwynedd, dans le comté historique du Caernarvonshire. Il se trouve sur la rive nord de la Gwyrfai (en), à 2,5 km au sud de la ville de Caernarfon.
La route A487 (en) contourne le village au nord-ouest. La gare de Bontnewydd (en) est desservie par les trains de la Welsh Highland Railway (en) qui relie Caernarfon à Porthmadog.

## Démographie
Au recensement de 2011, la communauté de Bontnewydd comptait 1 162 habitants.